# Buternay
Der Buternay ist ein Fluss in Frankreich, der in den Regionen Centre-Val de Loire und Normandie verläuft. Er entspringt unter dem Namen Ruisseau de la Moinerie im Regionalen Naturpark Perche, beim Weiler Bourg Neuf, an der Gemeindegrenze von La Ferté-Vidame und Longny les Villages. Der Fluss entwässert anfangs Richtung Norden, später nach Nordost und mündet nach rund 24 Kilometern an der Gemeindegrenze von Rueil-la-Gadelière und Montigny-sur-Avre als rechter Nebenfluss in die Avre.
In seinem Oberlauf bildet der Buternay die Grenze zwischen den Départements Eure-et-Loir und Orne, verbleibt dann im Département Eure-et-Loir, verläuft aber in seinem Unterlauf noch eine Teilstrecke als Grenzfluss zum Département Eure.

## Orte am Fluss
(Reihenfolge in Fließrichtung)
- Bourg Neuf, Gemeinde La Ferté-Vidame
- Chanteloup, Gemeinde Longny les Villages
- Saint Pierre, Gemeinde La Ferté-Vidame
- Rohaire
- Boissy-lès-Perche
- Rueil-la-Gadelière